# Teorija grup
Teoríja grúp je matematična disciplina, nastala v 19. stoletju, ki se ukvarja s preučevanjem simetrije med abstraktnimi strukturami, tako imenovanimi grupami. Teorija grup velja za predhodnico sodobne matematike v tem, da je ločila predstavitev pojma (npr. realna števila) od njegove notranje strukture (računska pravila v grupah). Na primer, grupa, ki nastane iz operacij vrtenja pravilnega n-kotnika v ravnini za kot, ki je mnogokratnik 360°/2n, zadošča istim zakonom, kot seštevanje celih števil po modulu n. Nevtralni element - kot ničla za seštevanje - bi bil v njej ne-obrat ali obrat za kot 0°.

## Zgodovina
Današnja teorija grup zgodovinsko izvira iz treh disciplin: iz teorije algebrskih enačb, teorije števil in geometrije. Med prvimi so področje teorije grup raziskovali Euler, Gauss, Lagrange, Abel in Galois. Galois velja za prvega matematika, ki je teorijo grup in teorijo obsegov združil v enotno Galoisovo teorijo.
Zgodnja omemba zamisli se pojavlja pri problemu iskanja enačbe m-te stopnje, ki ima za svoje ničle m ničel dane enačbe n-te stopnje ({\displaystyle m<n}). Za preproste primere je problem moč slediti do Huddeja (1659). Saunderson (1740) je opazil, da določitev faktorjev bikvadratnega izraza nujno vodi v enačbo šeste stopnje. Zamisel sta nato razdelala še Le Sœur (1748) in Waring (1762 do 1782).
Skupne temelje za teorijo enačb na podlagi grupe permutacij je postavil Lagrange (1770, 1771), na tem pa je bila zgrajena teorija substitucij. Odkril je, da so ničle vseh resolvent (résolvantes, réduites), ki jih je preučeval, racionalne funkcije ničel ustreznih enačb. Za preučevanje značilnosti teh funkcij je iznašel kombinatorično štetje (Calcul des Combinaisons). Lagrangeev sodobnik Vandermonde je v svojem delu (1770) prav tako nakazal prihajajočo teorijo.
Ruffini (1799) je skušal dokazati, da je nemogoče rešiti enačbe pete in višjih stopenj. Ruffini je razlikoval med tem, čemur se danes reče netranzitivne in tranzitivne, ter neprimitivne in primitivne grupe, ter (1801) uporabljal grupo enačbe pod imenom »zbirka permutacij« (l'assieme della permutazioni). Objavil je tudi pismo, ki mu ga je pisal Abbati Marescotti, v katerem je razvidna zamisel o grupah.
Galois je raziskoval povezavo med ničlami enačb in grupo permutacij, ter prispeval k teoriji kongruenc in eliptičnih funkcij. Prvič je na področju teorije grup objavljal komaj 18-leten (1829), a za te prispevke se matematična srenja ni zmenila do leta 1846, ko je Liouville zbral in Galoiseva dela posmrtno izdal.
Cayley in Cauchy sta se med prvimi zavedla pomembnosti te teorije in prispevala številne pomembne izreke. Teorijo so razširjali Serret, Camille Jordan in Netto (1882). Ostali matematiki, ki so se v 19. stoletju ukvarjali s teorijo grup, so bili še Bertrand, Hermite, Frobenius, Kronecker in Mathieu. 
Sodobno definicijo grupe je leta 1882 podal von Dyck.
Študij tega, čemur danes rečemo Liejeve grupe in njihove diskretne podgrupe, kot transformacijske grupe, je sistematično začel Lie leta 1884; pri delu so mu sledili Killing, Study, Schur, Maurer in Cartan. Nezvezno teorijo (diskretnih grup) so zgradili Klein, Lie, Poincaré, in Picard, posebej glede modularnih form in monodromije.
Druge pomembne matematike na tem področju vključujejo Artina, Emmy Noether, Sylowa, in mnoge druge.

## Hitri pregled rabe
Grupe se uporabljajo v vsej matematiki in znanosti, pogosto zato, da zajamejo notranjo simetrijo drugih struktur, v obliki grupe avtomorfizmov. Notranjo simetrijo strukture navadno povezujemo z neko nespremenljivo značilnostjo; tako nabor transformacij, ki to nespremenljivo značilnost ohranjajo, skupaj z operacijo kompozituma transformacij, tvorita tako imenovano simetrijsko grupo.
V Galoisovi teoriji, ki predstavlja zgodovinski izvor zamisli grupe, grupe uporabljamo za opisovanje simetrij enačb, ki jim zadoščajo rešitve polinomske enačbe. Rešljive grupe tako imenujemo zato, ker v tej teoriji igrajo pomembno vlogo.
Abelove grupe ležijo pod mnogimi drugimi strukturami, ki jih preučujemo v abstraktni algebri: kolobarji, obsegi in moduli.
V algebrski topologiji grupe uporabljamo za opisovanje invariant topoloških prostorov (ime torzijska podgrupa neskončne grupe kaže na zapuščino te discipline). Reče se jim »invariantni«, ker so definirani na tak način, da se ne spreminjajo, če prostor izpostavimo nekaterim deformacijam. Zgledi vključujejo fundamentalne, homološke in kohomološke grupe.
V študiju diferencialnih enačb in mnogoterosti so pomembna zamisel Liejeve grupe; te kombinirajo analizo in teorijo grup in so zato pravi objekti za opis simetrije analitičnih struktur. Analiza na teh in drugih grupah se imenuje harmonična analiza.
V kombinatoriki se za poenostavitev preštevanja množice objektov pogosto uporabljata zamisel permutacijske grupe in delovanja grupe; posebej glej Burnsideova lema.
Razumevanje teorije grup je pomembno tudi v naravoslovju. V kemiji se grupe uporabljajo za razvrstitev kristalnih struktur, pravilnih teles, in simetrije molekul. V fiziki so pomembne, ker opisujejo simetrije, ki jih domnevno upošteva fizikalni zakon. Fiziki se še posebej zanimajo za upodobitev grup, posebej Liejevih grup, saj te upodobitve pogosto kažejo na »možne« fizikalne teorije. Zgleda sta standardni model in teorija umeritve.

## Nekateri uporabni izreki
- Nekateri osnovni rezultati v elementarni teoriji grup
- Butterfly lemma
- osnovni izrek o homomorfizmih
- Jordan-Hölderjev izrek
- Krull-Schmidtov izrek
- Lagrangeev izrek
- izreki Sylowa

## Navedek
James Newman je teorijo grup opisal takole:
Teorija grup je matematična disciplina, v kateri se nad nečem nekaj naredi in potem primerja rezultate s tem, da naredimo isto stvar nečemu drugemu, ali nekaj drugega isti stvari.